# Championnats du monde juniors de patinage artistique 1981
Navigation
Édition précédente Édition suivante
Les Championnats du monde juniors de patinage artistique 1981 ont lieu du 8 au 14 décembre 1980 à la Ice House de London en Ontario au Canada. 
Sur une décision de l'Union internationale de patinage, ce sont les premiers mondiaux juniors à se tenir à l'automne. Cela dure deux décennies jusqu'à l'édition de 1999. 
Lors de cette saison 1980/1981, le système 6.0 de jugement est modifié. Désormais les figures imposées des catégories individuelles masculine et féminine comptent pour 30% du résultat final (avec un coefficient de 0.6 appliqué à la place obtenue), le programme court compte pour 20% (avec un coefficient de 0.4 appliqué à la place obtenue) et le programme libre compte pour 50% (avec un coefficient de 1 appliqué à la place obtenue). Pour la catégorie des couples artistiques, le programme court compte pour 28,6% du résultat total (avec un coefficient de 0,4 appliqué à la place obtenue) et le programme libre compte pour 71,4% (avec un coefficient de 1 appliqué à la place obtenue).

## Qualifications
Les patineurs sont éligibles à l'épreuve s'ils représentent une nation membre de l'Union internationale de patinage (International Skating Union en anglais) et s'ils ont moins de 19 ans avant le 1er juillet 1980, sauf pour les messieurs qui participent au patinage en couple et à la danse sur glace où l'âge maximum est de 21 ans. Les fédérations nationales sélectionnent leurs patineurs en fonction de leurs propres critères.
Sur la base des résultats des championnats du monde juniors 1980, l'Union internationale de patinage autorise chaque pays à avoir de une à trois inscriptions par discipline. 

## Podiums
| Épreuves                            | Or                               | Argent                            | Bronze                             |
| ----------------------------------- | -------------------------------- | --------------------------------- | ---------------------------------- |
| Messieurs résultats détaillés       | Paul Wylie                       | Yuri Bureiko                      | Scott Williams                     |
| Dames résultats détaillés           | Tiffany Chin                     | Marina Serova                     | Anna Antonova                      |
| Couples résultats détaillés         | Larisa Seleznyova / Oleg Makarov | Lorri Baier / Lloyd Eisler        | Marina Nikitiuk / Rashid Kadyrkaev |
| Danse sur glace résultats détaillés | Elena Batanova / Alexei Soloviev | Natalia Annenko / Vadim Karkachev | Karyn Garossino / Rodney Garossino |

## Tableau des médailles
| Rang  | Nation           | Or | Argent | Bronze | Total |
| ----- | ---------------- | -- | ------ | ------ | ----- |
| 1     | Union soviétique | 2  | 3      | 2      | 7     |
| 2     | États-Unis       | 2  | 0      | 1      | 3     |
| 3     | Canada           | 0  | 1      | 1      | 2     |
| Total | Total            | 4  | 4      | 4      | 12    |

## Détails des compétitions
Pour la saison 1980/1981, les calculs des points se font selon la méthode suivante :
- chez les Messieurs et les Dames (0.6 point par place pour les figures imposées, 0.4 point par place pour le programme court, 1 point par place pour le programme libre)
- chez les couples artistiques (0.4 point par place pour le programme court, 1 point par place pour le programme libre)
- en danse sur glace (1 point par place pour les trois danses imposées, 1 point par place pour la danse libre)

### Messieurs
| Rang | Nom              | Nation               | Points | Fig. impo. | Prog. court | Prog. libre |
| ---- | ---------------- | -------------------- | ------ | ---------- | ----------- | ----------- |
| 1    | Paul Wylie       | États-Unis           | 2.6    | 2          | 1           | 1           |
| 2    | Yuri Bureiko     | Union soviétique     |        | 4          |             | 2           |
| 3    | Scott Williams   | États-Unis           |        | 3          |             | 3           |
| 4    | Masaru Ogawa     | Japon                |        | 5          |             |             |
| 5    | Thomas Wieser    | Allemagne de l'Ouest |        |            |             |             |
| 6    | Saak Mkhitarian  | Union soviétique     |        |            |             |             |
| 7    | Cameron Medhurst | Australie            |        |            |             |             |
| 8    | Oliver Höner     | Suisse               |        | 1          |             |             |
| 9    | Paul Robinson    | Royaume-Uni          |        |            |             |             |
| 10   | Thomas Hlavik    | Autriche             |        |            |             |             |
| 11   | Fernand Fédronic | France               |        |            |             |             |
| 12   | Xu Zhaoxiao      | Chine                |        |            |             |             |
| 13   | Lars Dresler     | Danemark             |        |            |             |             |
| 14   | Philippe Roncoli | France               |        |            |             |             |
| 15   | Roger Andresson  | Suède                |        |            |             |             |
| 16   | Fernando Soria   | Espagne              |        |            |             |             |

### Dames
| Rang | Nom                   | Nation               | Points | Fig. impo. | Prog. court | Prog. libre |
| ---- | --------------------- | -------------------- | ------ | ---------- | ----------- | ----------- |
| 1    | Tiffany Chin          | États-Unis           | 7.6    | 8          | 2           | 2           |
| 2    | Marina Serova         | Union soviétique     | 8.8    | 4          | 1           | 6           |
| 3    | Anna Antonova         | Union soviétique     | 9.6    | 9          | 3           | 3           |
| 4    | Maria Causey          | États-Unis           |        | 3          |             | 7           |
| 5    | Cornelia Tesch        | Allemagne de l'Ouest |        | 2          | 4           |             |
| 6    | Diane Mae Ogibowski   | Canada               |        | 5          |             |             |
| 7    | Andrea Rohm           | Autriche             |        | 1          | 15          |             |
| 8    | Midori Ito            | Japon                |        | 20         |             | 1           |
| 9    | Eva Drometer          | Allemagne de l'Ouest |        | 6          |             |             |
| 10   | Charlene Wong         | Canada               |        | 13         | 6           |             |
| 11   | Elise Ahonen          | Finlande             |        |            |             |             |
| 12   | Sophie Cuissot        | France               |        |            |             |             |
| 13   | Mirella Grazia        | Suisse               |        |            |             |             |
| 14   | Li Schwa Wang         | Pays-Bas             |        |            |             |             |
| 15   | Susan Jackson         | Royaume-Uni          |        |            |             |             |
| 16   | Daniela Zuccoli       | Italie               |        |            |             |             |
| 17   | Antonella Carrera     | Italie               |        |            |             |             |
| 18   | Anette Nygaard        | Danemark             |        |            |             |             |
| 19   | Maria Bergqvist       | Suède                |        |            |             |             |
| 20   | Patricia Vangenechten | Belgique             |        |            |             |             |
| 21   | Natacha Viel          | Australie            |        |            |             |             |
| 22   | Cristina Haas         | Espagne              |        |            |             |             |
| 23   | Bao Zhenghua          | Chine                |        |            |             |             |
| 24   | Kathy Lindsay         | Nouvelle-Zélande     |        |            |             |             |

### Couples
| Rang | Nom                                | Nation           | Points | Prog. court | Prog. libre |
| ---- | ---------------------------------- | ---------------- | ------ | ----------- | ----------- |
| 1    | Larisa Seleznyova / Oleg Makarov   | Union soviétique |        |             |             |
| 2    | Lorri Baier / Lloyd Eisler         | Canada           |        |             |             |
| 3    | Marina Nikitiuk / Rashid Kadyrkaev | Union soviétique |        |             |             |
| 4    | Inna Bekker / Sergei Likhanski     | Union soviétique |        |             |             |
| 5    | Julie Wasserman / Robert Davenport | États-Unis       |        |             |             |
| 6    | Deborah Lynch / Keith Green        | États-Unis       |        |             |             |
| 7    | Carol Nelson / Carl Nelson         | Royaume-Uni      |        |             |             |
| 8    | Danielle Carr / Stephen Carr       | Australie        |        |             |             |

### Danse sur glace
| Rang | Nom                                  | Nation           | Points | Danses imposées | Danse libre |
| ---- | ------------------------------------ | ---------------- | ------ | --------------- | ----------- |
| 1    | Elena Batanova / lexei Soloviev      | Union soviétique |        | 1               |             |
| 2    | Natalia Annenko / Vadim Karkachev    | Union soviétique |        | 2               |             |
| 3    | Karyn Garossino / Rodney Garossino   | Canada           |        | 3               |             |
| 4    | Karan Giles / Russell Green          | Royaume-Uni      |        |                 |             |
| 5    | Tatiana Gladkova / Igor Shpilband    | Union soviétique |        |                 |             |
| 6    | Sophie Schmidt / Eric Desplats       | France           |        |                 |             |
| 7    | Sharon Jones / Paul Askham           | Royaume-Uni      |        |                 |             |
| 8    | Sandra Frabrocini / James Yorke      | États-Unis       |        |                 |             |
| 9    | Sophie Merigot / Philippe Berthe     | France           |        |                 |             |
| 10   | Kathrin Beck / Christoff Beck        | Autriche         |        |                 |             |
| 11   | Raffaella Cazzaniga / Massimo Crippa | Italie           |        |                 |             |
| 12   | Brennice Coates / Leslie Boroczky    | Australie        |        |                 |             |